# Thalschütz

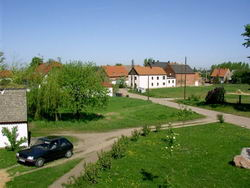
Thalschütz

Thalschütz ist Ortsteil der Ortschaft Kötzschau der Stadt Leuna im Saalekreis (Sachsen-Anhalt). Bis zum 31. Dezember 2009 gehörte der Ort zur Gemeinde Kötzschau. Er liegt zwischen Halle und Leipzig in der Flusslandschaft der Elsteraue, der vom Elsterfloßgraben durchzogen wird.

## Geschichte
Thalschütz („Dalsitz“) wurde um 1225 erstmals erwähnt. Im Auftrag des sächsischen Kurfürsten wird um 1579 mit dem Bau des Elsterfloßgrabens begonnen. Dieser diente zum Flößen von Holz, das für die Saline im Nachbarort Kötzschau herangeschafft werden musste. Im Verlauf des Dreißigjährigen Krieges erfolgte im November 1632 die Schlacht vor den Toren der Stadt Lützen, bei der die Kirche vollständig zerstört wurde. Reiterführer Pappenheim, der als Unterstützung für die Truppen Wallensteins anrückte, wurde im Gefecht auf einem Feld bei Thalschütz von einer Falconettkugel getroffen. Um 1636/37 zogen plündernd kursächsische Soldaten durch Thalschütz und die umliegenden Orte, die in der Folge auch die Kötzschauer Saline zerstörten. Um 1696 wiederaufgebaut blieb diese noch bis 1861 in Betrieb. Zwischen 1706 und 1707 fiel das Gebiet um Kötzschau in schwedische Hände. Der schwedische König Karl XII. quartierte sich im Altranstädter Schloss ein. 1718 erfolgte der Neubau der Kirche aus den Teilen des alten Turmes. Bis heute ist ein prachtvoller barocker Altar und eine Sakramentsnische in der Südostwand des Chores erhalten. Am 17. Januar 1762 steckten die Schulkinder die Schule in Thalschütz in Brand, die nebst der Scheune und dem Kuhstall niederbrannte.

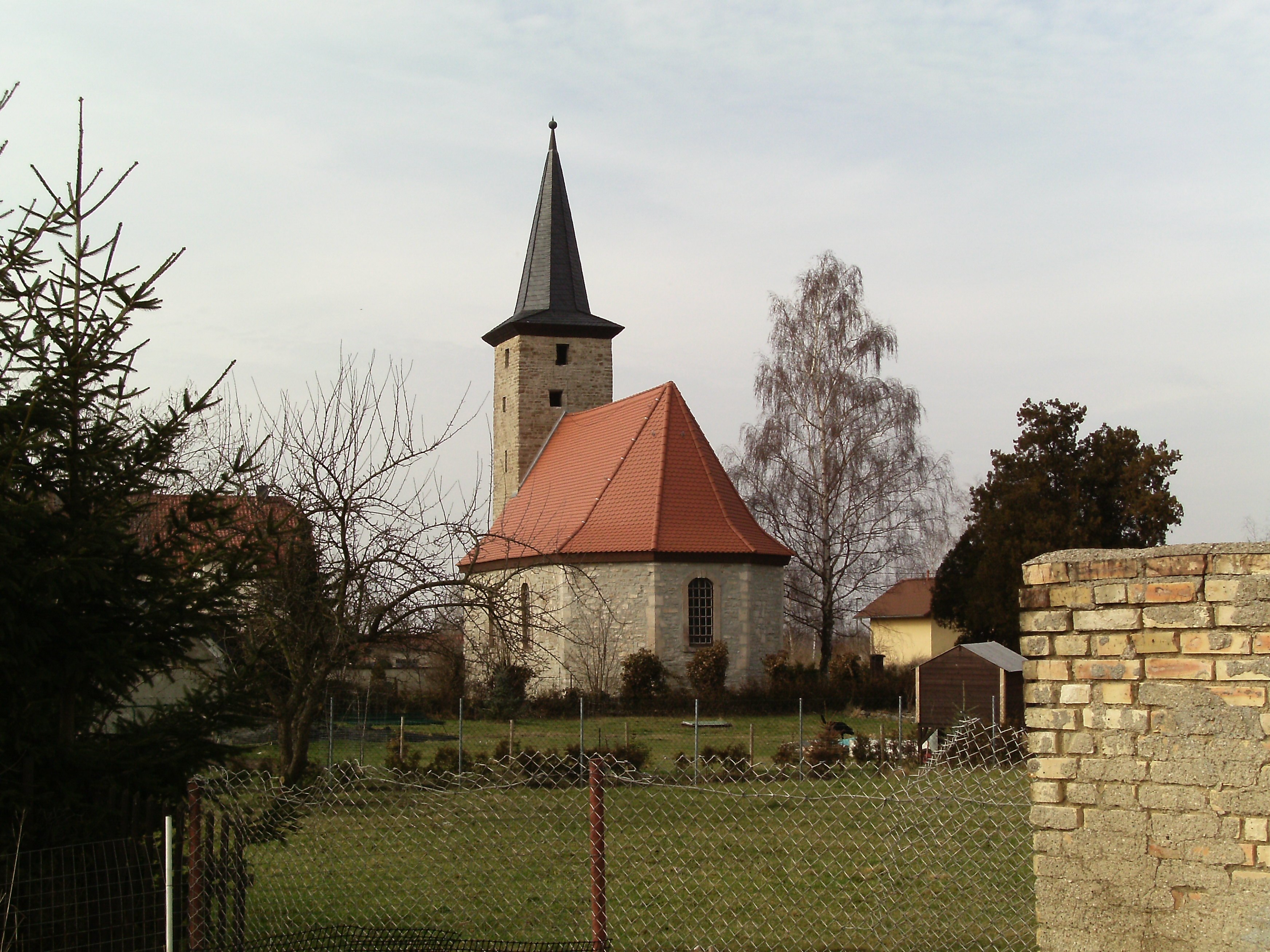
Kirche Thalschütz

Thalschütz gehörte bis 1815 zum hochstiftlich-merseburgischen Amt Lützen, das seit 1561 unter kursächsischer Hoheit stand und zwischen 1656/57 und 1738 zum Sekundogenitur-Fürstentum Sachsen-Merseburg gehörte. Während der Völkerschlacht bei Leipzig 1813 wurden die Orte in der Umgebung von Thalschütz von Truppenverbänden heimgesucht. Durch die Beschlüsse des Wiener Kongresses kam Thalschütz mit dem Westteil des Amts Lützen im Jahr 1815 zu Preußen und wurde 1816 dem Kreis Merseburg im
Regierungsbezirk Merseburg der Provinz Sachsen zugeteilt.
1855/56 wurde mit dem Bau der Eisenbahnlinie Großkorbetha-Leutzsch begonnen. Im Jahr darauf wurde der Kohleschacht bei Thalschütz eröffnet. Mit dem Bau der Brikettfabrik in Rampitz wurden nun die Siedepfannen der Saline auf Kohlefeuerung umgestellt. Die Braunkohlegrube „Gottes Hilfe“ wurde 1917 geschlossen.
Am 1. Juli 1950 wurde Thalschütz nach Kötzschau eingemeindet, mit dem es am 31. Dezember 2009 zu Leuna kam. Heute gehört Thalschütz als Ortsteil der Ortschaft Kötzschau zur Stadt Leuna.

## Sehenswürdigkeiten
Zu den Sehenswürdigkeiten zählt die Kirche, deren Restaurierung im 4. Quartal 2003 begann und 2005 beendet war. In unmittelbarer Umgebung des Ortes befindet sich ein Eisenbahnmuseum im Bahnhofsgebäude von Kötzschau. Ausflugsmöglichkeiten in der näheren Umgebung sind die Stadt Lützen, mit der Gustav-Adolf-Gedenkstätte, sowie die Stadt Bad Dürrenberg mit der heute noch längsten intakten Gradierwerk Deutschlands.